# باولو فرونتين
باولو فرونتين بلدية في ولاية بارانا في المنطقة الجنوبية من البرازيل.